# 魯勾踐
鲁勾践（?—?），战国时赵国人。鲁姓，与越王勾践同名。
荆轲在邯郸游历，鲁勾践与荆轲博戏，争夺博局上的道路，鲁勾践怒叱荆轲，荆轲默不作声逃走了，之后就没有见面。鲁勾践后来听说荆轲去刺秦王政，私下说：“可惜他不讲求刺剑之术。我太不了解他了。过去我怒叱他，他就不把我当是同路人了！”